# Álvaro Peláez Antón
Álvaro Peláez Antón (n. 1903) fue un deportista y traductor español.

## Biografía
Nació en Madrid en 1903. En su juventud fue futbolista, jugando con el Real Madrid durante la década de 1920. Posteriormente, tras retirarse del ámbito futbolístico, obtuvo una plaza como funcionario de Cuerpo técnico de Correos. En 1932 se afilió al Partido Comunista de España (PCE), formando parte del comité provincial del PCE en Toledo.
Tras el estallido de la Guerra civil se unió a las milicias republicanas. Posteriormente pasó a formar parte del comisariado político del Ejército Popular de la República. Durante la contienda fungió como comisario de la 44.ª Brigada Mixta, y posteriormente de las divisiones 17.ª y 47.ª, combatiendo en diversos frentes. Al final de la guerra era comisario del XXIII Cuerpo de Ejército, en el frente del sur. Desde este puesto, en el contexto del golpe de Casado, Peláez consiguió evitar la represión de los comunistas en el seno del XXIII Cuerpo de Ejército. A finales de marzo de 1939 Peláez salió de España en barco, junto a otros refugiados, logrando huir a la Argelia francesa.
Se exiliaría en la Unión Soviética, y posteriormente en Polonia, donde trabajó como traductor en una editorial.
Logró regresar a España en 1971, contando con un aval de Santiago Bernabéu —exjugador y presidente del Real Madrid—.